# 益格
益格或有益格（缩写：ben，是核心论元时写作b）是一种格，汉语相应的表达是“为了”“给”“用来”，如“她为张三开门”或“这本书是给张三的”。益格表达所标记名词的所指从从句所表达的情况中得到好处。
这个含义常常包含于与格。在拉丁语中这种与格被称作dativus commodi。
巴斯克语益格后缀是-entzat。克丘亚语益格后缀是-paq。藏缅语族的Tangkhul-那伽语益格后缀是-wiʋaŋ。
艾玛拉语中，益格以-taki标记，表达被变形的名词的所指从动词表达的状态中受益；没有动词时，被变形的名词则变成接受者。如下例：:221
| khuchijanakatakiw.           |
| {khuchi-ja-naka-taki-w（a）} |
| 猪-1POSS-PL-BEN-DECL         |
| “为了我的猪”                 |
益格也可以在应动语态下标记在动词上。

## 自益格
自益格用在施事和受益者相同时。莱茵兰德语口语中有这样的表达：
Ich rauch mer en Zigarett.
“我自己抽烟”，其中mer“我自己”不必须。
科隆语中，动词bedde“祈祷”做不及物动词时强制自益：
Hä deiht sesch bedde
“他在祈祷”。
类似地，法语中in informal but fully correct language:
Je me fume une cigarette. Je me fais une pause.
（字面：“我（为）自己抽烟。我（为）自己暂停。”）
正式语体下这些形式和反身动词同形。
类似结构还出现在英语口语中，功能上是反身代词，但形式上不是：
I love me some chicken.
（“我想要些鸡。”）